# هنری کروزن
هنری کروزن (انگلیسی: Hendrie Krüzen؛ زادهٔ ۲۴ نوامبر ۱۹۶۴) بازیکن فوتبال اهل پادشاهی هلند است.
از باشگاه‌هایی که در آن بازی کرده‌است می‌توان به باشگاه فوتبال زولته وارخم، باشگاه فوتبال آزد آلکمار، باشگاه فوتبال هراکس آلملو، باشگاه فوتبال پی‌اس‌وی آیندهوون، باشگاه فوتبال کورتریک، و باشگاه فوتبال گو اهد ایگلز اشاره کرد.
وی همچنین در تیم ملی فوتبال هلند بازی کرده‌است.